# Hengconarius
Nuconarius – rodzaj pająków z rodziny lejkowcowatych. Obejmuje 8 opisanych gatunków.

## Morfologia
Pająki osiągające od 6,3 do 12,9 mm długości ciała. Karapaks mają żółty do beżowego, porośnięty krótkimi, szarozielonymi szczecinkami. Szczękoczułki mają po trzy zęby na krawędziach przednich i po dwa na krawędziach tylnych. Kolejność par odnóży od najdłuższej do najkrótszej to: IV, I, II, III.
Genitalia samicy mają niezmodyfikowane, rozstawione na odległość mniej więcej równą swoim średnicom spermateki o położonych przednio-bocznie lub pośrodkowo główkach oraz poziome przewody kopulacyjne otwierające się pośrodku płytki płciowej. Ta z kolei cechuje się brakiem zębów, obecnością przegrody, pomarszczoną i zesklerotyzowaną krawędzią przednią, zesklerotyzowaną krawędzią tylną oraz umiejscowionymi przednio-bocznie kapturkami. Nogogłaszczki samca mają małą lub zredukowaną, zawsze nierozwidloną apofizę rzepki, goleń o szerokiej, sierpowatej apofizie retrolateralnej i ponad trzykrotnie krótszej i węższej apofizie lateralnej, cymbium z rowkiem krótszym niż połowa jego długości, biorący początek na ósmej godzinie embolus, cienką i niespiczastą apofyzę medialną oraz rozwidlony, zaopatrzony w apofizę grzbietową i małą blaszkę nasadową konduktor.

## Ekologia i występowanie
Przedstawiciele rodzaju występują endemicznie w Chinach. Zasięgiem obejmują Tybet, Syczuan i Junnan. Zamieszkują tereny wyżynne, na rzędnych od 1881 do 4089 m n.p.m. Bytują w miejscach ciemnych i wilgotnych, w tym w ściółce, pod kamieniami i w szczelinach skalnych.

## Taksonomia
Takson ten wprowadzony został w 2018 roku przez Zhao Zhe i Li Shuqianga na łamach „ZooKeys” poprzez wyodrębnienie z obfitego w gatunki rodzaju Draconarius. Nazwa Hengconarius jest połączeniem nazwy gór Hengduan z nazwą wspomnianego rodzaju. Wyniki molekularnej analizy filogenetycznej z 2023 roku wskazują, że rodzaj ten zajmuje siostrzaną pozycję względem kladu obejmującego Sinodraconarius i Nuconarius, tworząc z nim klad siostrzany względem Yunguirius.
Do rodzaju tego należy osiem opisanych gatunków:
- Hengconarius dedaensis Zhao & S. Q. Li, 2018
- Hengconarius exilis (Zhang, Zhu & Wang, 2005)
- Hengconarius falcatus (Xu & Li, 2006)
- Hengconarius incertus (Wang, 2003)
- Hengconarius latusincertus (Wang, Griswold & Miller, 2010)
- Hengconarius longipalpus Zhao & S. Q. Li, 2018
- Hengconarius longpuensis Zhao & S. Q. Li, 2018
- Hengconarius pseudobrunneus (Wang, 2003)